# Crossocheilus

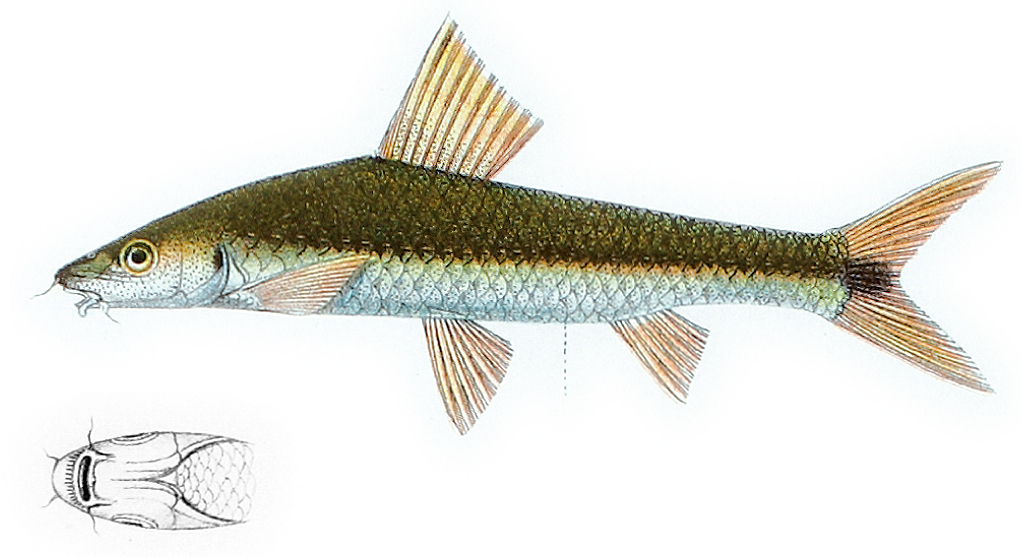
Crossocheilus langei

Crossocheilus là một chi cá thuộc họ Cyprinidae gồm cá chép và cá tuế phân bố ở châu Á kể cả Ấn Độ, Trung Quốc, Thái Lan, Indonesia, và Malaysia

## Các loài
Có tất cả 16 loài trong chi này:
- Crossocheilus atrilimes Kottelat, 2000
- Crossocheilus burmanicus Hora, 1936 – Burmese latia
- Crossocheilus caudomaculatus (Battalgil, 1942)
- Crossocheilus cobitis (Bleeker, 1853)
- Crossocheilus diplochilus (Heckel, 1838)
- Crossocheilus elegans Kottelat & Tan, 2011
- Crossocheilus gnathopogon M. C. W. Weber & de Beaufort, 1916
- Crossocheilus klatti (Kosswig, 1950) – Isparta minnow
- Crossocheilus langei Bleeker, 1860
- Crossocheilus latius (Hamilton, 1822) – Gangetic latia
- Crossocheilus nigriloba Popta, 1904
- Crossocheilus oblongus: cá chuồn xiêm Kuhl & van Hasselt, 1823 – Siamese flying fox
- Crossocheilus obscurus Tan & Kottelat, 2009
- Crossocheilus periyarensis Menon & P. C. Jacob, 1996 – Periyar latia
- Crossocheilus pseudobagroides Duncker, 1904
- Crossocheilus reticulatus (Fowler, 1934)